# Animalia Paradoxa

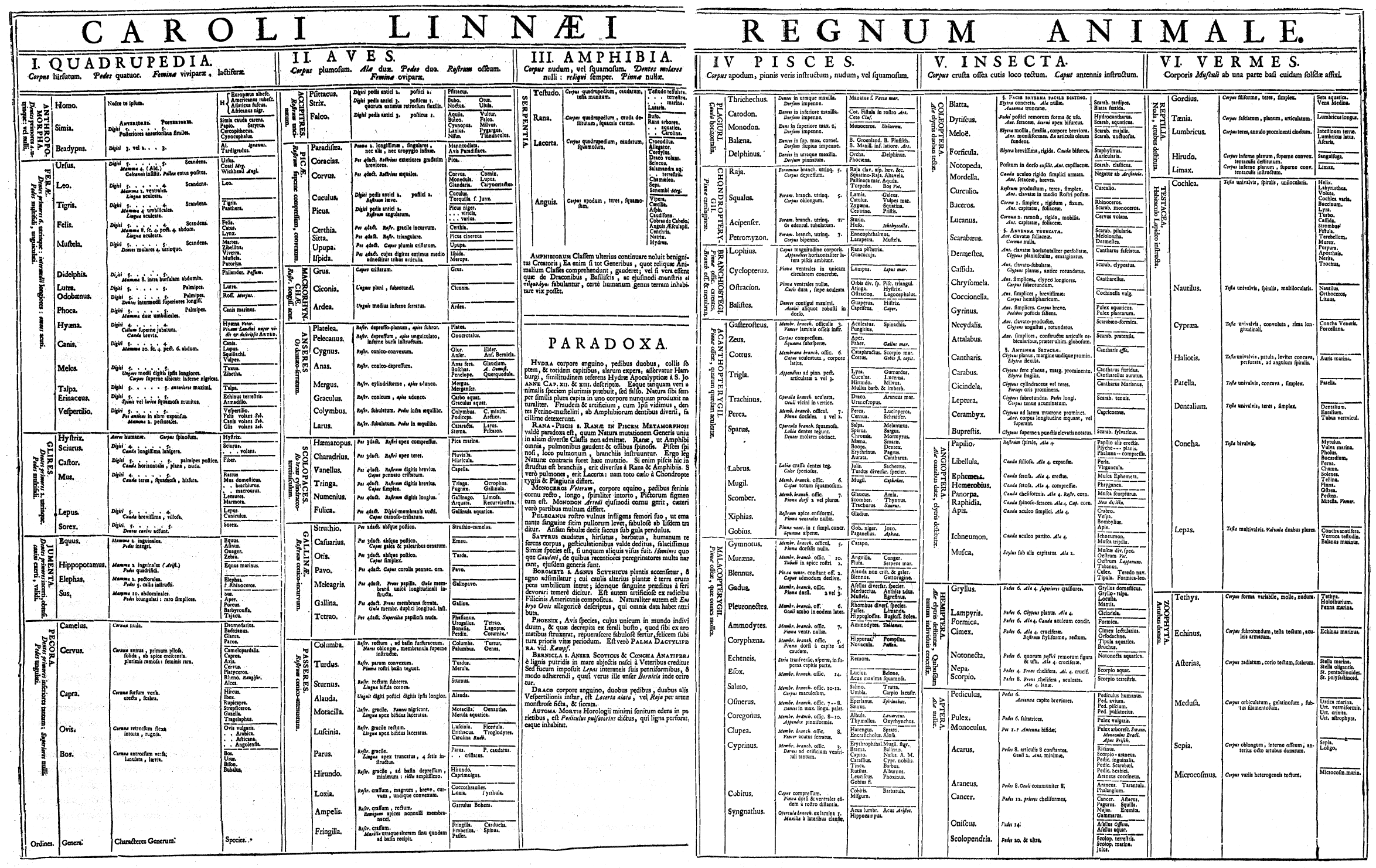
Tabela do reino animal na primeira edição do Systema naturae.

Animalia Paradoxa é um táxon obsoleto que reúne animais míticos, lendários ou reais. Foi criada pelo naturalista sueco Carlos Lineu nas primeiras cinco edições do Systema naturae, de 1735 a 1747.

## Histórico
Em 1735, no Systema naturae, Lineu inventou o reino animal (Regnum animale) que dividiu os animais em sete classes: "Quadrupedia" (que mais tarde se tornou Mammalia), "Aves", "Amphibia", "Pisces", "Insecta", "Vermes" e "Paradoxa".Este último foi destacado na classificação e não tem numeração.[carece de fontes?]
O táxon Paradoxa reuniu criaturas encontradas em bestiários medievais e animais encontrados por exploradores. Entre eles encontramos há hidra, o unicórnio, o sátiro, o cordeiro tártaro, a fênix, o dragão, a manticora, a lâmia e a sereia. Existem também animais reais como o narval, o pelicano, a rã paradoxal, o ganso-craca, o relógio da morte e o antílope.
Em 1955, o zoólogo Bernard Heuvelmans criou a criptozoologia . Essa disciplina pseudocientífica é o estudo e a pesquisa de animais cuja existência não pode ser comprovada de forma inegável. Entre eles encontramos animais lendários e míticos como o monstro do Lago Ness, o Yeti, o Dahu, o Pé Grande, o Unicórnio, o Dragão etc. Alguns até possuem nome binomial, como na taxonomia : Nessiteras rhombopteryx (monstro de Loch Ness), Dahutus levogyrus (dahu), Champtanystropheus americanus (monstro do lago Champlain).
Em 2019, o ilustrador Tim Svenonius publicou o livro Animalia Paradoxa no qual retratou esses animais lendários.

## Na ficção
Em 2001, J.K. Rowling publicou Animais Fantásticos e Onde Encontrá-los sob o nome de Norbert Scamander, um personagem fictício do mundo bruxo . Esse livro lista muitos animais mágicos deste universo em ordem alfabética de seus nomes vernáculos . Este estudo é chamado de magizoologia (contração da magia e da zoologia ). JK Rowling, no entanto, não adotou uma abordagem científica.
Em 2019, a escritora Henrietta Rose-Innes publicou seu romance Animalia Paradoxa, cujo título retoma o táxon de Lineu.